# Wendy Gebauer
Wendy Gebauer Palladino (* 25. Dezember 1966) ist eine ehemalige US-amerikanische Fußballspielerin.

## Karriere
Von 1986 bis 1989 spielte sie im Team der University of North Carolina, den Tar Heels, mit welchen sie mehrere Titel gewann. Von 1998 bis 2000 spielte sie dann bei den Raleigh Wings in der damaligen W-League und gewann mit ihrem Team zwei Meisterschaften. Im Jahr 1999 absolvierte sie zudem ein Spiel bei Raleigh Express, dessen Team eigentlich nur aus Männern bestand. Damit wurde sie die erste Frau in den USA, welche in einem Spiel zusammen mit Männern zusammenspielte.

### Nationalmannschaft
Bei der US-amerikanischen Nationalmannschaft hatte sie ab dem Jahr 1987 erste Einsätze. Danach wurde auch in den Kader bei der Weltmeisterschaft 1991 berufen und kam hier einzig im Gruppenspiel gegen Japan zum Einsatz, wo sie aber auch noch ein Tor erzielte. Am Ende gewann sie mit ihrem Team dann den ersten offiziellen Weltmeistertitel.